# Курт Рихтер
Курт Рихтер е германски шахматист, международен майстор от 1950 г.
Започва да се занимава с шахмат на 10 години, като дядо му е човекът, открил таланта му. Най-високият му ЕЛО-коефициент е 2652, постигнат през октомври 1942 г. Шампион е на Германия за 1935 г. Участва в няколко силни турнира: Сопот и Саар (виж по-долу), Ниендорф (2 м., 1934 г.), Щутгарт (2 м., 1939 г.) и Краков (3 м., 1940 г.). Изявява се също като шахматен литератор и теоретик на дебюта.

## Турнирни победи
- 1932 – Хамбург, Кил (1 – 2-ро място), Берлин (1 – 2-ро място)
- 1933 – Берлин (1 – 2-ро място)
- 1935 – Берлин, Сопот
- 1937 – Саар (1 – 2-ро място)

## Участия на шахматни олимпиади
Рихтер взима две участия на олимпиада и печели един индивидуален медал. Това се осъществява през 1931 г., като завоюва бронзов медал на четвърта дъска с резултат 10,5 точки от 15 игри (7+ 1– 7=).
| Година | Организатор | Отбор    | Класиране (отборно) | Дъска    |
| 1930   | Хамбург     | Германия | 3                   |          |
| 1931   | Прага       | Германия | 5                   | Четвърта |